# 南沱镇
南沱镇，是中华人民共和国重庆市涪陵区下辖的一个乡镇级行政单位。

## 行政区划
南沱镇下辖以下地区：
王家湾社区、龙驹村、秀山村、红碑村、金鸡村、关东村、连丰村、南沱村、治坪村、睦和村、焦岩村、石佛村和坪西村。